# کلاه‌قرمزی ۹۳
کلاه قرمزی ۹۳ پنجمین سریال نوروزی کلاه قرمزی پس از کلاه قرمزی ۸۸، کلاه قرمزی ۹۰، کلاه قرمزی ۹۱ و کلاه قرمزی ۹۲ می‌باشد.
مجموعه کلاه قرمزی ۹۳ در ایام نوروز۱۳۹۳ هر شب از شبکه دوم سیما پخش می‌شد. مبلغ قرارداد ساخت این مجموعه، ۱٫۸ میلیارد تومان عنوان شده است.
کلاه قرمزی ۹۳ مجموعاً شامل ۱۸ قسمت بود که ۱۵ قسمت آن در تعطیلات نوروز و همچنین ۳ ویژه برنامه به مناسبت روز پدر، عید مبعث و نیمه شعبان از شبکه دو سیما پخش گردید.

## نقدها
این مجموعه به دلیل غیبت شخصیت‌های زن این مجموعه و بازتولید کلیشه‌های جنسیتی درباره زنان، مورد انتقاد منتقدان قرار گرفت. از جمله اینکه از بین معدود شخصیت‌های زن مجموعه نیز، تنها یک شخصیت منفی مانند دختر همسایه جیغ جیغو و شخصیت‌های منفعل و کم‌پیدایی مانند بی‌بی و دوره و شخصیت خانم بزرگ که اکثرا از درد های خود سخن می گوید باقی مانده‌اند که خود به بازتولید مردسالاری کمک می‌کنند. به باور این منتقدان با وجودی که این مجموعه تعداد زیادی شخصیت زن ندارد ولی در همین زمان اندک که یک زن در میان عروسک‌ها پدیدار می‌شود هم مخاطب با بمبارانی از کلیشه‌های جنسیتی مواجه می‌شود.

## جوایز و نامزدها
| جایزه                     | رده                     | دریافت‌کننده | نتیجه |
| ------------------------- | ----------------------- | ----------- | ----- |
| پانزدهمین دوره جشن حافظ   |                         |             |       |
| بهترین مجموعه تلویزیونی   | حمید مدرسی              | برنده       |       |
| بهترین فیلمنامه تلویزیونی | ایرج طهماسب و حمید جبلی | نامزدشده    |       |